# Haus Merfeld

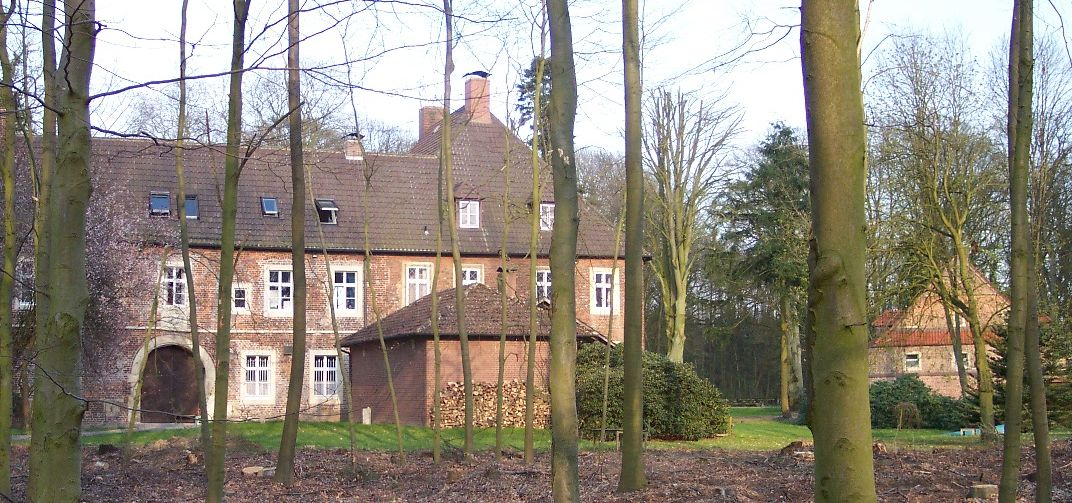
Haus Merfeld

Das Haus Merfeld ist ein denkmalgeschütztes Profangebäude in der Bauerschaft 5–6 in Merfeld, einem Ortsteil von Dülmen im Kreis Coesfeld (Nordrhein-Westfalen).

## Geschichte
Um 890 wird Merfeld erstmals urkundlich als Merfeldon erwähnt. Die Herren von Merveldt werden im 12. Jahrhundert erstmals erwähnt. Eine Burg wird erstmals 1358 urkundlich genannt. Eine Doppelburg wurde 1394 gebildet und 1693 wieder vereint.
Urkundlich belegt ist, dass der Herr von Merveldt sich 1316 neben Fischerei- und Jagdrechten Rechte an wilden Pferden sicherte. Landesherr war der Fürstbischof von Münster. Das Geschlecht derer von Merveldt geriet Ende des 16. Jahrhunderts in Konflikt mit dem Heiligen Römischen Reich. Adolf III. von Merveldt (* 1546; † 1604) errichtete daraufhin ein Freigericht auf der Burg Merfeld und entzog sich so der Landeshoheit des Fürstbischofs von Münster. Aufgrund dieses Vorfalls wechselte Adolf III. von Merveldt zum protestantischen Glauben über. Adolf III. von Merveldt vollzog auch mehrere Hexenprozesse. Die Behauptung einer eigenen Gerichtsbarkeit inklusive Richtstätte und der Aufbau eines reformierten Kirchenwesens in Merfeld waren für Adolf III. von Merveldt und Johann Adolf von Merveldt (* ~1580; † 1619) die geeigneten Instrumente zur Verteidigung ihres lokalen Herrschaftsanspruchs. Die konfessionelle Opposition zum Fürstbischof war typisch für viele Familien des westfälischen Adels zu dieser Zeit. 1691 ist die Linie zu Merfeld erloschen und das Haus Merfeld fiel im Erbwege an die Familie von Merode. Im frühen 19. Jahrhundert wechselte der Besitz mehrfach, bis schließlich Herzog Alfred von Croÿ 1836 die Ländereien übernahm. Von 1918 bis 1920 wohnte Reichskanzler Franz von Papen (1879–1969) auf Haus Merfeld. Nach der Zerstörung des Schlosses Dülmen 1945 wurde Haus Merfeld bis heute zum Wohnsitz der Herzöge von Croÿ, die auch die bekannten Dülmener Wildpferde halten. Seit 1923 gehört das Gut Grumsmühlen zum Besitz.

## Architektur
Die Anlage war früher umgräftet, Reste der Gräfte sind noch vorhanden. Die Anlage besteht aus einem Herrenhaus mit rechtwinklig angesetztem Torhaus und einer Kapelle. Viele Gebäude wurden Anfang des 19. Jahrhunderts abgebrochen.
Das Herrenhaus ist ein schlichtes Backsteingebäude unter einem Walmdach. Über dem Eingang befindet sich das Allianzwappen derer von Mallinckrodt und Merode; es ist mit 1755 bezeichnet.
Das Torhaus wurde 1547 von Heinrich Wichmann als Backsteinbau mit Werksteingliederungen und Rautenmustern aus glasierten Steinen errichtet. Die Geschossteilung erfolgt durch Wasserschlag. Die Treppengiebel sind mit Schießscharten geschmückt. Feldseitig sind die Wände durch Schießscharten gegliedert. Zum Hof hin befindet sich eine Tür in einem spätgotischen Gewände. Das Haus ist über eine steinerne Wendeltreppe erreichbar.

## Kapelle
Die Kapelle St. Antonius Abt ist im Kern von 1466, sie wurde im 19. Jahrhundert nach Westen erweitert. Sie ist ein niedriger, flachgedeckter Saalbau. Die Wände sind durch Spitzbogenfenster gegliedert.